# Cephalispa commoni
Cephalispa commoni är en tvåvingeart som först beskrevs av Paramonov 1961.  Cephalispa commoni ingår i släktet Cephalispa och familjen husflugor. Inga underarter finns listade i Catalogue of Life.